# Shelley Glover
Shelley Glover (* 14. Mai 1986 in Madison, Wisconsin; † 8. Mai 2004 in Bend, Oregon) war eine US-amerikanische Skirennläuferin.

## Karriere
Glover erlernte im Alter von drei Jahren den Skilauf. Als Kind gehörte sie dem Madison Alpine Race Team an und trainierte im nahegelegenen Skigebiet Tyrol Basin. Sie war auch eine gute Schwimmerin und vielversprechende Fußballspielerin, entschied aber nach ihrem ersten Jahr an der Madison West High School, sich voll auf den Skisport zu konzentrieren und wechselte an die Burke Mountain Academy in Vermont. Im Jahr 2002 wurde sie in den Nachwuchskader des US-Skiteams aufgenommen und entwickelte sich als großes Nachwuchstalent in den technischen Disziplinen.
Ihre ersten FIS-Rennen bestritt Glover im Dezember 2001, bereits vier Monate später konnte sie im Riesenslalom von Breckenridge ihren ersten Sieg feiern. Ab November 2002 startete sie auch im Nor-Am Cup und konnte schon im Januar 2003 ihre erste Top-Ten-Platzierung erreichen. In der Saison 2003/04 konnte sie zwei FIS-Rennen gewinnen und erreichte im Nor-Am Cup mehrere Platzierungen unter den besten zehn, darunter der fünfte Platz im Slalom von Georgian Peaks am 12. März. Mit diesen Erfolgen belegte sie im Endklassement den 6. Platz in der Slalomwertung. Bei den US-amerikanischen Meisterschaften 2004 erreichte sie den achten Rang im Slalom.
Am 5. Mai 2004 erlitt Glover bei einem Trainingssturz am Mount Bachelor schwere Kopfverletzungen, an deren Folgen sie drei Tage später im St. Charles Medical Center in Bend, wenige Tage vor ihrem 18. Geburtstag, verstarb. Im Andenken an sie wurde die „Shelley Glover Ski Education Foundation“ gegründet, deren Hauptaufgabe es ist, US-amerikanische Nachwuchsläufer in der Ausbildung und mit finanziellen Mitteln zu unterstützen.

## Sportliche Erfolge

### Nor-Am Cup
- 6. Platz in der Slalomwertung 2003/04
- Insgesamt 5 Platzierungen unter den besten zehn

### Weitere Erfolge
- 3 Siege in FIS-Rennen (2× Riesenslalom, 1× Slalom)